# El Cuy megye
El Cuy egy megye Argentína középpontjától délre, Río Negro tartományban. Székhelye El Cuy.

## Népesség
A megye népessége a közelmúltban a következőképpen változott:
| Év   | Lakosság |
| ---- | -------- |
| 2001 | 4137     |
| 2010 | 5280     |